# Klavs Rasmussen
Klavs Rasmussen (født 23. juni 1966) er en dansk fodboldtræner, der i øjeblikket er ansat i Brøndby Masterclass som Head of Coaching.

## Karriere
Han trænede i tyve år forskellige ungdomshold i KB, inden han i 2002 kom til OB. Her var han først assistenttræner og siden cheftræner sammen med Troels Bech.
Siden blev han træner for BK Avarta, Ølstykke FC, Brøndby IFs kvindehold, Næstved BK inden han i sommeren 2012 rykkede til 1. divisionsklubben Hobro IK. I sommeren 2018 blev han ansat i en nyoprettet stilling som Head of Coaching i Brøndby IFs ungdomsafdeling Brøndby Masterclass. I Brøndby kom Rasmussen igen til at arbejde sammen med Troels Bech, som på daværende tidspunkt var sportdirektør i klubben.

### Hobro IK
Klavs Rasmussen skrev kontrakt med Hobro IK fra 1. juli 2012. Han blev i klubben i et halvt år  indtil han sagde selv op i Hobro IK i januar 2013. Rasmussen begrundede bruddet med at han havde for mange opgaver i klubben udover selve trænergerningen. Han mente derfor at han brugte for meget tid på opgaver, der ikke havde noget med fodboldtræning at gøre.